# こねこのらくがき
『こねこのらくがき』は、東映動画初の短編アニメーション映画。1957年5月13日完成。13分。

## 概要
こねこのらくがきが動き出すというモチーフで擬人化されたこねことねずみたちが動き回るアニメーション作品。全編を通じ、音響は音楽と効果音のみで台詞はなく、作画はほぼフルアニメーションで、13分の間に40,000枚の動画を使用したとも言われる。モノクロ作品。
アニメーションの神様と言われた森やすじがメインアニメーターとして参加。この作品は、東映動画が日本初の長編アニメーション映画『白蛇伝』の制作にあたり、その準備段階の手慣らしとして作成された意味合いが強いが、非常に丁寧な作画でキャラクターの愛らしさとアニメーションの動きの魅力を存分に魅せつける作風であり、その後の数々の動物擬人化アニメの原点とも言える作品となっている。後に同じキャラクターが登場するカラー作品のこねこのスタジオが制作されている。

## ストーリー
壁にえんぴつで馬やカニ、バスやトラック、鳥、馬車などを描くこねこ。機関車と長い線路を描くと、突然描いたらくがきが動き始める。互いにぶつかり合い、いざこざをはじめるらくがきのバスやトラックたち。そこでこねこはおまわりさんを描くとこのらくがきのおまわりさんは交通整理を始める。
こねこが満足げにその様子を眺めていると、小さなねずみと大きなねずみの2匹が拍手喝さい。それに気を良くしたこねこは、今度はたくさんのねずみたちを描き始める。それを観て小さなねずみは大いに喜ぶが、勢い余って台にしていた缶づめがしっぽに絡みつき、そのままあわてて土管に逃げ込んでしまう。
そこに、メガネをかけたおおきなくまのおじさんが現れる。それに気付かず、なおもねずみを書き続けるこねこ。ゆっくりのぞきこんだくまのおじさんにやっと気付き、笑顔で応えるが、突然怒られ、首根っこをつかまれてつまみだされてしまう。
心配げに様子をうかがう2匹のねずみ。ほどなくして、現場に戻されたこねこは、壁をきれいにするよう促され、くまのおじさんはその場を立ち去る。らくがきを消し始めるこねこ。2匹のねずみはそれを腹を抱えながらおおいに笑うが、鉛筆がころがってきたため、ねずみたちはいたずらでそれを隠し、持ったまま小さな穴に逃げてしまう。
えんぴつを取りかえしたいこねこは、動き出したらくがきの機関車の最後尾に飛び乗るが、おおきく揺れる機関車に悪戦。そのまま真っ暗な穴の中へ。その広い落書きいっぱいの暗闇の中で追いかけっこをはじめるこねことねずみ。ねずみはらくがきでバリケードを作り、暗闇から飛び出してらくがきのトラックに飛び乗る。上手くすすまないトラックにタイヤを描き足して走り出すが、車列に突っ込み車はぺしゃんこ。いよいよねずみたちはこねこに追いつめられ、ちいさなビンの中に隠れる際、しっぽに絡めていたえんぴつがこねこの手元にもどる。満足げに立ち去るこねこ。
作戦を練った2匹のねずみはこねこが描いたねずみたちを利用して軍隊行進でこねこに迫る。あわてて逃げだすこねこだったが、とうとう木の上に追いつめられ、ついには枝が折れて池に落ちてしまう。そこでカニが登場。こねこはこのカニの泡を使って反撃。泡を吹きつけられ、それにつつまれたらくがきのねずみたちはふわふわとあちこちに飛んでいく。ところがこねこ自身がおおきな泡につつまれて宙に舞ってしまい、ついに泡を割られて落下。
最後はきちんとねずみたちからえんぴつを返してもらって仲直りし、こねこはせっせと落書きをきれいに消し始めるのだった。

## スタッフ
- 原作：木下秋夫
- 企画：赤川孝一、山本早苗
- 演出：薮下泰次
- 音楽：伊藤宣二
- 撮影：石川光明
- 効果：木村一
- 編集：稲葉郁三
- 作画：森やすじ、大工原章、市野正二、長沼寿美子、内山孝、寺千賀雄、田島実、中島清、進藤みつ子、山田順治、ほか
- 制作：東映教育映画部

## 備考
- 東映動画1期生の大塚康生が動画に参加。くまのおじさんが壁の向こうに行き、ねずみが右から覗くカットを担当している。自身の初仕事であり、当時森康二から褒められた、と語っている。
- 東映が筆頭株主である関係で、日本教育テレビ（NETテレビ、現：テレビ朝日）の開局記念番組として、1959年2月1日17:00〜17:20に放送された。
- また、そのNET系列で1963年11月 - 1965年1月に放送された東映アニメ放送枠『ピーコック劇場』の1964年12月21日放送分で、「短編まんがシリーズ」の第1弾として、藪下が日動映画社時代に製作した短編作『うかれバイオリン』と共に放送された。

| NET系 ピーコック劇場                                                        | NET系 ピーコック劇場                                                                  | NET系 ピーコック劇場                             |
| 前番組                                                                      | 番組名                                                                                | 次番組                                           |
| --------------------------------------------------------------------------- | ------------------------------------------------------------------------------------- | ------------------------------------------------ |
| わんわん忠臣蔵（再） （1964年11月23日 - 12月14日） 【ここまで長編作分割枠】 | こねこのらくがき + うかれバイオリン （1964年12月21日） 【ここから短編まんがシリーズ】 | こねこのスタジオ + のんき駅長 （1964年12月28日） |